# Crazy Horse (musikalbum)
Crazy Horse är rockgruppen Crazy Horses första album, utgivet 1971. Det är också det enda med originalmedlemmen Danny Whitten, som avled året efter.
Crazy Horse, bestående av Danny Whitten, Billy Talbot och Ralph Molina, hade tidigare kompat Neil Young på dennes album Everybody Knows This Is Nowhere och After the Gold Rush. Under inspelningen av den senare kom de i kontakt med gitarristen Nils Lofgren och keyboardisten Jack Nitzsche, vilka värvades till gruppen inför inspelningen av Crazy Horse. Även slide-gitarristen Ry Cooder medverkar på några av låtarna.
Låten "I Don't Want to Talk About It" har flera artister senare gjort covers på. Bland annat hade Rod Stewart en hit med den, från albumet Atlantic Crossing.

## Låtlista
1. "Gone Dead Train" (Nitzsche, Titelman) - 4:06
2. "Dance, Dance, Dance" (Young) - 2:10
3. "Look at All the Things" (Whitten) - 3:13
4. "Beggars Day" (Lofgren) - 4:28
5. "I Don't Want to Talk About It" (Whitten) - 5:18
6. "Downtown" (Whitten, Young) - 3:14
7. "Carolay" (Nitzsche, Titelman) - 2:52
8. "Dirty, Dirty" (Whitten) - 3:31
9. "Nobody" (Lofgren) - 2:35
10. "I'll Get By" (Whitten) - 3:08
11. "Crow Jane Lady" (Nitzsche) - 4:24